# Tholos de Montelirio
El Tholos de Montelirio es una construcción megalítica de forma circular que consta de dos cámaras (una grande y otra más pequeña), un corredor y un atrio, cubierto por un túmulo artificial. Se estima que fue construido durante la Edad del Cobre, en algún momento comprendido entre los años 2900 y 2800 a. C., y destaca por su conservación excepcional.  Está en Castilleja de Guzmán, provincia de Sevilla, España.
El sitio fue descubierto en 1868, pero estuvo abandonado durante décadas. La excavación fue recuperada en 1980 debido al crecimiento urbano de Sevilla.
El Tholos de Montelirio esta cerrado al público pero los objetos recuperados se muestran en el Museo Arqueológico de Sevilla.

## Contexto
Los restos arqueológicos encontrados en Castilleja de Guzmán sugieren que la zona tuvo una importante actividad económica basada en la agricultura, la ganadería, la especialización artesanal y el comercio. Dada la clasificación antropológica del especialista Elman R. Service, y considerando que Valencina pertenece a la Edad de los Metales, podría plantearse que las comunidades que habitaron este yacimiento tuvieran una organización social de tipo jefatura. En ese sentido, podría interpretarse la construcción megalítica del Tholos de Montelirio como un posible enclave religioso.

## Características arquitectónicas
El Tholos de Montelirio es uno de los monumentos megalíticos más importantes de la Península ibérica. La construcción se encuentra bajo un túmulo de 75 metros de diámetro; el tholos en sí mismo tiene una longitud aproximada de 50 metros: 37,7 metros de longitud por parte de su corredor, 4,75 metros de diámetro pertenecientes a la cámara grande y 2,75 m de diámetro la cámara pequeña.
En cuanto a su diseño, el Tholos de Montelirio presenta características que lo diferencian de otros monumentos megalíticos como el Dolmen de la Pastora, localizado en la vecina localidad de Valencina de la Concepción. Por ejemplo, consta de dos cámaras conectadas (cámara Grande y cámara Pequeña), cubiertas por sendas cúpulas de margas y arcilla. El corredor y las dos cámaras se construyeron a partir de lajas de pizarra no locales (es decir, el material fue extraído de otras zonas), que presentan restos de pigmentos rojos (principalmente de óxido de hierro y cinabrio). Así mismo, destaca la presencia en las cámaras de agujeros de poste, lo que nos aporta información sobre las cúpulas previamente mencionadas.

## Cultura Material
En el monumento se encontraron numerosos artefactos fabricados en materiales exóticos como marfil, oro o ámbar, así como cerámica, lítica, hueso y textiles.  
En términos de cultura material, el elemento por el que destaca el Tholos de Montelirio es el marfil. En este monumento megalítico se han recuperado un total de 159 objetos elaborados en dicha materia prima, entre los que destacan cinco peinetas, ocho bellotas y 19 figurillas zoomorfas (entre ellas un ave, cuatro suidos y 14 animales desconocidos).  Se trata de uno de los conjuntos de marfil más importantes recuperados hasta el momento en un yacimiento de la Edad del Cobre
Además de los fabricados en ámbar, la excavación deparó otras evidencias de materias primas singulares como el oro (fragmentos de láminas) o el ámbar (250 cuentas y colgantes). El conjunto de artefactos elaborados en ámbar supone, de hecho, «la mayor colección de objetos de ámbar de la prehistoria reciente de la Península Ibérica».
En lo que respecta a la cerámica, la excavación deparó un conjunto constituido por platos, cuencos y contenedores de gran tamaño, el cual se encontraba en gran parte fragmentado.
En tercer lugar, en lo que concierte a los pertenecientes a la industria lítica, se recuperaron puntas de flecha, puñales y láminas (las cuales estaban sin usar) hechas de distintos materiales (20 de los artefactos estaban fabricados en cristales de roca, 36 de sílex, 148 de milonitas y varias más de riolitas). Ninguno de estos objetos presenta marcas de uso. Además, se hallaron 41 piezas de hueso, todas ellas alargadas y apuntadas.
Por último, cabe mencionar la recuperación, en la cámara grande, de un conjunto relevante de textiles, compuestos por alrededor de un millón de cuentas discoidales perforadas blancas que habrían formado parte de los vestidos.

## Restos biológicos

### Restos humanos
El depósito antropológico, excavado en su totalidad, se compone de 22 inhumaciones en conexión anatómica, así como de varios huesos en desconexión anatómica debido a la alteración del contexto. Por un lado, en la cámara grande se constata la presencia de al menos 20 enterramientos en un contexto primario alterado, cuyos huesos se encuentran en distintas posiciones. Por otro lado, en la cámara pequeña se identificó un contexto alterado en su totalidad. Esto implica la menor incidencia de hallazgos en conexión anatómica y plantea la posibilidad de que existiese una simultaneidad temporal en la formación de parte del depósito osteológico.
Entre los conjuntos en conexión anatómica, sobresale la disposición mayoritaria en decúbito lateral (ya sea derecho o izquierdo), junto con las extremidades flexionadas. Las alteraciones articulares en algunos casos podrían estar relacionadas con ritmos distintos de esqueletización.
En lo que respecta al sexo y la edad de los individuos inhumados, de los 20, al menos doce son mujeres. No existe una identificación clara para los sujetos restantes, siendo tres probables femeninos y cinco no determinados

### Restos animales
Los restos arqueozoológicos encontrados pertenecen a la época calcolítica. En la publicación, los datos aparecen desglosados por especies, o bien bajo la denominación «No Identificados (NI)» en el caso de aquellos en los que no ha sido posible determinar con seguridad la especie. Los mamíferos están presentes con un número de restos (NR) de 67 y con un número mínimo de individuos (NMI) de nueve, mientras que la malacofauna marina está representada por un NR de 23 y un NMI de nueve.

## Uso e interpretación
Los hallazgos y particularidades del Tholos de Montelirio han llevado a sus excavadores a interpretar su uso en términos funerarios, religiosos e ideológicos. Ciertamente, se podría decir que el Tholos de Montelirio refleja la estructura ideológica de la Edad del Cobre. Las materias primas excepcionales recuperadas (marfil, ámbar y oro), la singularidad de los artefactos (la industria lítica o la representación de animales y plantas), o la presencia del color rojo pintado sobre las lajas de pizarra hacen del Tholos de Montelirio un lugar destacado para entender las creencias de las poblaciones del Calcolítico. 